# Fondation Saint-Louis
La fondation Saint-Louis est une institution reconnue d’utilité publique, créée par le prince Henri d’Orléans, comte de Paris (1908-1999), pour assurer la pérennité des biens historiques de la maison d’Orléans, domiciliée au château d’Amboise.

## Historique
La fondation est dédiée à Saint Louis, roi de France emblématique et ancêtre commun à tous les membres de la maison de France. Son origine remonte à la création en 1886 de la Société civile du Domaine de Dreux à l’initiative de la famille d’Orléans, après le vote des lois d’exil. Cette société recueillait en indivision les parts les plus importantes de la succession du roi Louis-Philippe Ier. En 1897, les biens furent augmentés par l’héritage du duc d’Aumale.
En 1972, le comte de Paris lui substitue l’association Saint-Louis (loi de 1901) qu'il a fondée, puis celle-ci devient en janvier 1974, une institution reconnue d’utilité publique.

## Objectifs de la fondation
La fondation Saint-Louis, organisme à caractère non lucratif, consacre l’essentiel de ses ressources à la
poursuite des objectifs suivants :
- la conservation des sites patrimoniaux ;
- la valorisation historique du château d'Amboise (organisation des visites libres ou commentées, des conférences et des manifestations artistiques) ;
- la restauration de la chapelle royale de Dreux et l’organisation de visites de l’édifice ;
- la participation au rayonnement de l’histoire et de la culture française notamment au niveau international en lien avec diverses institutions concernées (prêts d’œuvres lors d’expositions, éditions d’ouvrages à caractère historique).

## Présidence de la fondation

### Présidents d’honneur
- 1999-2019 : Henri d’Orléans (1933-2019), comte de Paris et duc de France (fils du précédent) ;
- depuis 2019 : Jean d'Orléans (1965)[3], comte de Paris (fils du précédent).

### Présidents
- 1974-1999 : Henri d'Orléans (1908-1999), comte de Paris ;
- 1999-2008 : Jean d’Albert de Luynes-Dunois, duc de Luynes ;
- 2008-2009 : André Damien ;
- De juin 2009 au 31 décembre 2019 : François Voss ;
- Du 1er janvier au 24 septembre 2020 : Frédéric Baleine du Laurens, président par intérim ;
- Depuis le 25 septembre 2020 : Frédéric Baleine du Laurens.

## Sites patrimoniaux
Le patrimoine de la fondation Saint-Louis se compose essentiellement de bâtiments classés monuments historiques, d’objets d’art et d’archives.

### Château d’Amboise
Le château royal d’Amboise (Indre-et-Loire) est un site majeur du Val de Loire. Il fut le siège de la cour des Valois. Le château possède de splendides terrasses au-dessus de la Loire, des bâtiments des XVe, XVIe et XIXe siècles, des jardins plantés d’essences méditerranéennes et deux tours cavalières aux dimensions impressionnantes. C’est dans la chapelle du château qu’est enterré Léonard de Vinci.

### Château de Dreux
Le château de Dreux (Eure-et-Loir) domine la ville de Dreux, avec son domaine. Le château de Dreux est l'ancien siège du comté de Dreux, entré en 1821 dans l’héritage de Louis-Philippe. Possédant encore quelques tours médiévales, la demeure princière a notamment été remaniée au XIXe siècle. Elle a été le siège de l'ancienne Société civile du Domaine de Dreux.

### Chapelle royale de Dreux
Située dans l’enceinte du château de Dreux, la chapelle royale de Dreux (Eure-et-Loir) fut édifiée à l’emplacement d’une collégiale romane (XIIe siècle) par la duchesse d’Orléans, fille du duc de Penthièvre et mère du futur Louis-Philippe Ier. À sa mort en 1821, Louis-Philippe poursuivit sa construction et ajouta au premier édifice de style néoclassique un ensemble néogothique. L’édifice constitue un bel exemple d’architecture du XIXe siècle. Il possède notamment plusieurs cryptes avec les tombeaux des princes de la maison d’Orléans et de Bourbon-Penthièvre.

### Château de Bourbon-l’Archambault
Le château de Bourbon-l’Archambault (Allier), aujourd’hui en ruines, est un château médiéval qui fut le siège primitif du duché de Bourbon. La Fondation conserve une partie de l’ancienne forteresse composée de trois grosses tours rondes classées aux Monuments historiques. Le site est aujourd’hui confié à la commune de Bourbon-l'Archambault et géré par délégation à l’Association du Château de Bourbon, qui organise les visites.

### Chapelle Notre-Dame-de-la-Compassion
La chapelle Notre-Dame-de-la-Compassion (dans le 17e arrondissement de Paris) est un édifice religieux élevé à la mémoire de Ferdinand-Philippe d'Orléans, duc d'Orléans, fils aîné de Louis-Philippe, décédé prématurément dans un accident à proximité de cet emplacement.

### La colonne des princes de Condé
Cette colonne a été inaugurée le 27 juin 1844 à l'emplacement du château de Saint-Leu-Taverny des princes de Condé. Sa réalisation est exécutée en marbre blanc par le sculpteur de renom Jacques-Auguste Fauginet (1809-1847) qui fut élève d'Édouard Gatteaux et de David. Du piédestal de forme quadrilatère s'élève une colonne de marbre de Nemours surmontée d'une croix culminant à plus de 12 mètres.

### L’obélisque de Madame Adélaïde
L’obélisque de Madame Adélaïde est un monument situé dans la forêt de Millebosc (76), à quelques kilomètres du célèbre Domaine du château d'Eu. Il a été érigé en 1845 à la demande du roi Louis-Philippe Ier, comme marque d’amour fraternelle à l’attention de sa sœur Adélaïde d’Orléans.    

### Archives privées de la maison de France
Les archives de la maison de France (branche d’Orléans) (déposées aux Archives nationales, XIIe-XXe siècles) est un fonds d’archives des biens de la maison d'Orléans. Il a été déposé en 1969 par le comte de Paris au Centre historique des Archives nationales, dans la série « 300 AP I à III » (archives privées). Ce fonds se compose notamment du Fonds de Dreux (comptes, seigneuries et biens de la maison d'Orléans et des familles alliées, liste civile et domaine privé, du Fond d'Eu (comté et domaine d’Eu, domaines de Haute-Marne et Sicile), du Fonds Louis-Philippe (affaires personnelles et politiques du roi, de la reine Marie-Amélie et de leurs descendants, prétendants au trône de France et princes et princesses d’Orléans), et de divers fonds de correspondance familiale de l’époque moderne et contemporaine, dont celle d'Isabelle d'Orléans-Bragance (1911-2003), comtesse de Paris, déposée en 2004.Ce fonds est complété par les récentes acquisitions de la Fondation regroupées sous la cote 300 AP VI
Ce fonds complète les documents de l'apanage d'Orléans que conservent les Archives nationales (site de Paris) depuis la Révolution française, sous la cote R4.